# Cytologie
La cytologie (du grec cytos + logos : étude des cellules) est l'étude  des cellules isolées. La cytologie est le terme ancien donné à la biologie cellulaire. Il est important de la différencier de l'histologie, qui est l'étude morphologique des tissus biologiques.
Il s'agit de l'étude des cellules normales ou pathologiques (cytopathologie), ainsi que de leurs aspect morphologique ou biochimique.
Après culture, frottis ou biopsie, étalement ou apposition sur une lame, puis coloration, l'observation se fait au microscope optique plus rarement au microscope électronique en transmission ou au microscope électronique à balayage. 
Le cytologiste est le biologiste clinique ou l'anatomo-pathologiste spécialisé dans l'étude morphologique des cellules.